# Diplogeomyza annularis
Diplogeomyza annularis är en tvåvingeart som beskrevs av Mcalpine 1967. Diplogeomyza annularis ingår i släktet Diplogeomyza och familjen myllflugor. Inga underarter finns listade i Catalogue of Life.